# 김이재
김이재(1767년 ~ 1847년)는 조선 후기의 문신이며, 본관은 안동으로, 안동 김씨 세도 정치의 중심 인물이다.

## 생애
정조 문과에 급제해 수찬과 의정부검상, 교리, 부교리를 거쳐 순조 때 동부승지로 당상관에 특진되고, 승지, 사간원대사간, 이조참의, 배종승지를 거쳐 비변사제조, 유사당상을 겸하며 경상도관찰사, 성균관대사성, 이조참판, 개성유수를 거쳐 사헌부대사헌, 공조판서, 형조판서, 한성부판윤, 의정부좌참찬, 예조판서, 이조판서, 예문관제학, 좌부빈객, 홍문관제학, 대사헌, 형조판서, 우빈객, 한성부판윤, 묘소제조, 묘소도감제조, 의정부좌참찬, 서사관, 상의원제조, 병조판서, 사헌부대사헌, 형조판서, 우부빈객, 예문관제학, 홍문관제학, 광주유수 등을 거쳐 사헌부대사헌, 형조판서, 판의금부사, 예조판서, 공조판서, 이조판서를 지냈다. 안동 김씨의 세도정치 중심인물이다.